# Santa Maria in Campo Arsiccio
Die Wallfahrtskirche Santa Maria in Campo Arsiccio (252 m über NN), auch Santa Maria delle Grazie genannt, befindet sich in der Gemeinde Terranuova Bracciolini in der Nähe des Ortsteils Campogialli, Provinz Arezzo der Region Toskana.

## Geschichte
Die Kirche Santa Maria in Campo Arsiccio liegt in einer Gegend, die zur Zeit der Etrusker und später der Römer eine Schlüsselfunktion hatte, da sie an der Via Cassia Vetus lag. Der Bau der Kirche erfolgte in einer ehemals trockenen Gegend; daher der Name „in Campo Arsiccio“ (dt.: im ausgedörrten Feld). Ihre Geschichte geht bis in das 14. Jahrhundert zurück. Sie diente zunächst als Herberge für Wanderer und Pilger, dann als Wallfahrtskirche. Im Laufe der Zeit wurde sie auf verschiedene Art und Weise genutzt, bis hin zur Entweihung und Umwandlung in einen Stall. In den 1990er-Jahren wurde die Kirche durch das Amt für Denkmalschutz in Arezzo umfassend renoviert. So konnten zahlreiche Fresken erhalten werden. Dennoch blieb die Kirche verschlossen. Im Rahmen eines Programms zur Erhaltung, Restauration und Wiederaufwertung wurde die Kirche in die Obhut der Stiftung Fondazione Famiglia Lo Franco übergeben, um sie wieder für Besucher zugänglich zu machen. Im Jahr 2019 wurde das Projekt abgeschlossen und die Kirche zur weiteren Denkmalpflege an die zuständige Kirchengemeinde übertragen.

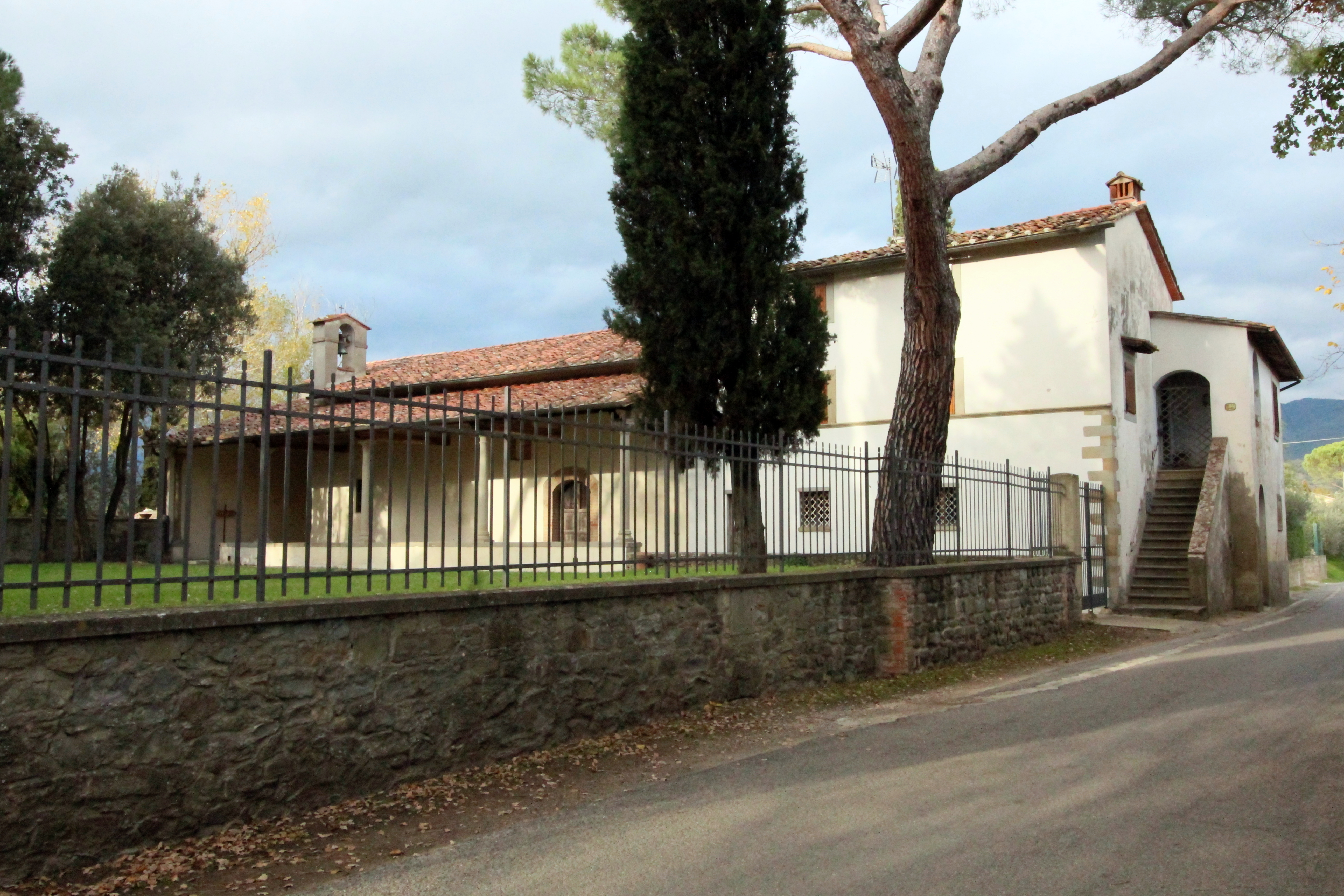
Santa Maria in Campo Arsiccio

## Beschreibung
Die Kirche besteht aus einem einzigen Schiff und hat auf der linken Seite einen Säulengang im Stil der Renaissance, mit Fresken aus dem 14. und 15. Jahrhundert. Die Wände sind auf der rechten Seite größtenteils mit gut erhaltenen Gemälden versehen. Dargestellt werden Momente der Passionsgeschichte und Etappen des Kreuzweges, dazu gehören unter anderem das Abendmahl, Jesus im Garten Gethsemane, der Judaskuss, der verhöhnte Jesus Christus, Jesus Christus vor Pilatus, die Geißelung und die Klage der barmherzigen Frauen. Als Altarbild ist das Jüngste Gericht dargestellt, es wurde über einem älteren Gemälde (Verkündigung, ca. 1363) erstellt. Die Fresken der linken Seite sind nur noch teilweise erhalten.